# James Peter Hill

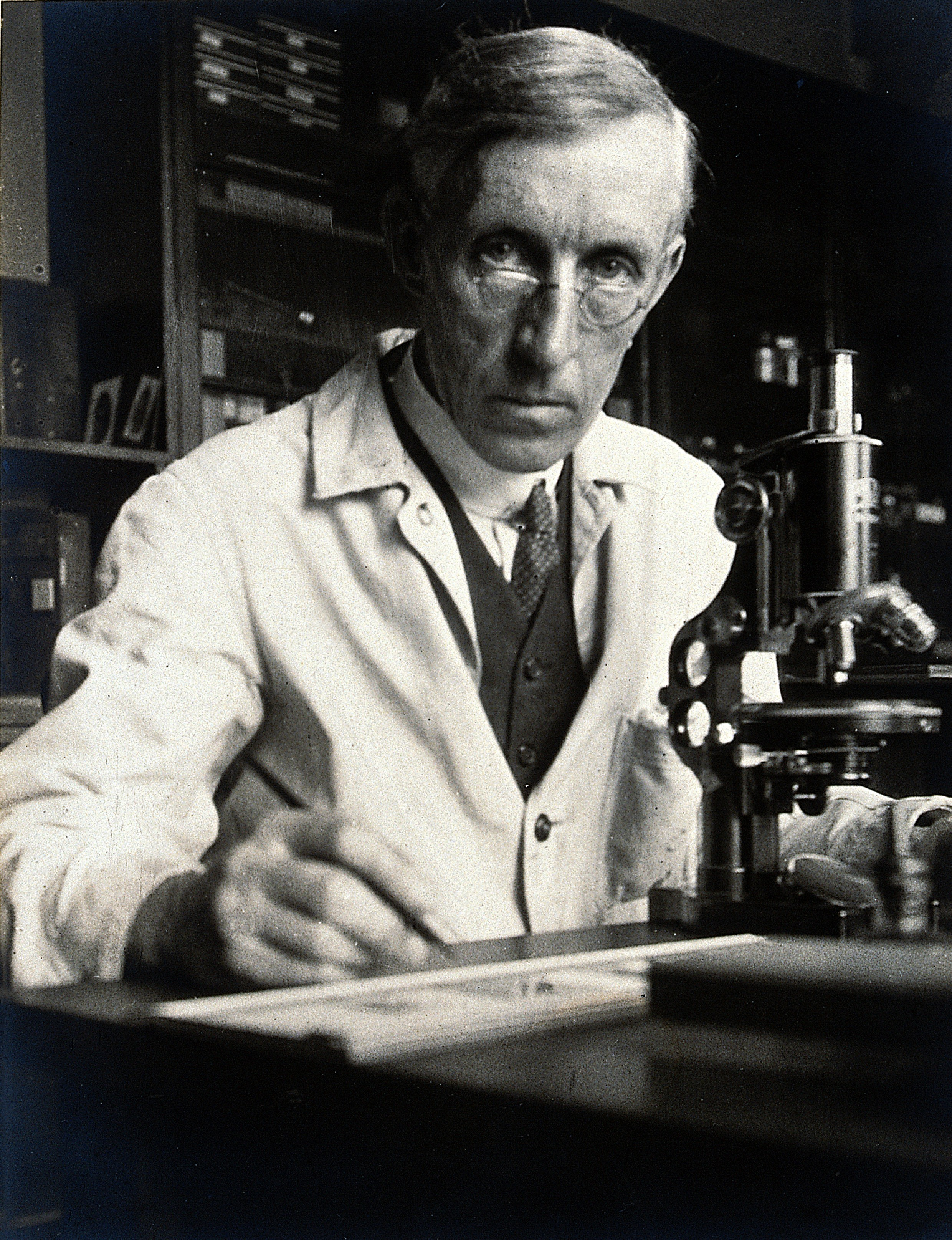
James Peter Hill

James Peter Hill (* 21. Februar 1873 in Kennoway, Schottland; † 24. Mai 1954) war ein schottischer Zoologe und Embryologe.
Hill ging in Edinburgh auf die Royal High School und studierte an der Universität Edinburgh, an der er 1903 promoviert wurde (D.Sc.). 1896 ging er nach Australien, wo er das Schnabeltier und Beuteltiere studierte. Ab 1906 war er wieder in Großbritannien, wo er die Jodrell-Professur für Zoologie am University College London innehatte und Kurator am Grant Museum of Zoology war. 1921 erhielt er den ersten Lehrstuhl für Embryologie und Histologie am University College London.
Er war Fellow der Royal Society (1913), hielt die Croonian Lecture (1929) und erhielt die Mueller Medal der Australian and New Zealand Association for the Advancement of Science (1907), die  Linné-Medaille (1930) und die Darwin-Medaille (1940). 1940 wurde Hill in die National Academy of Sciences der Vereinigten Staaten gewählt.